# Blessure
Pour les articles homonymes, voir Blessure (homonymie).
Une blessure est un dommage, physique ou psychique, fait involontairement ou dans l'intention de nuire. La blessure physique est évaluée par le degré de sévérité et non l'intensité de la douleur. 
Transposé à la psychopathologie, ce dommage devient blessure psychologique.

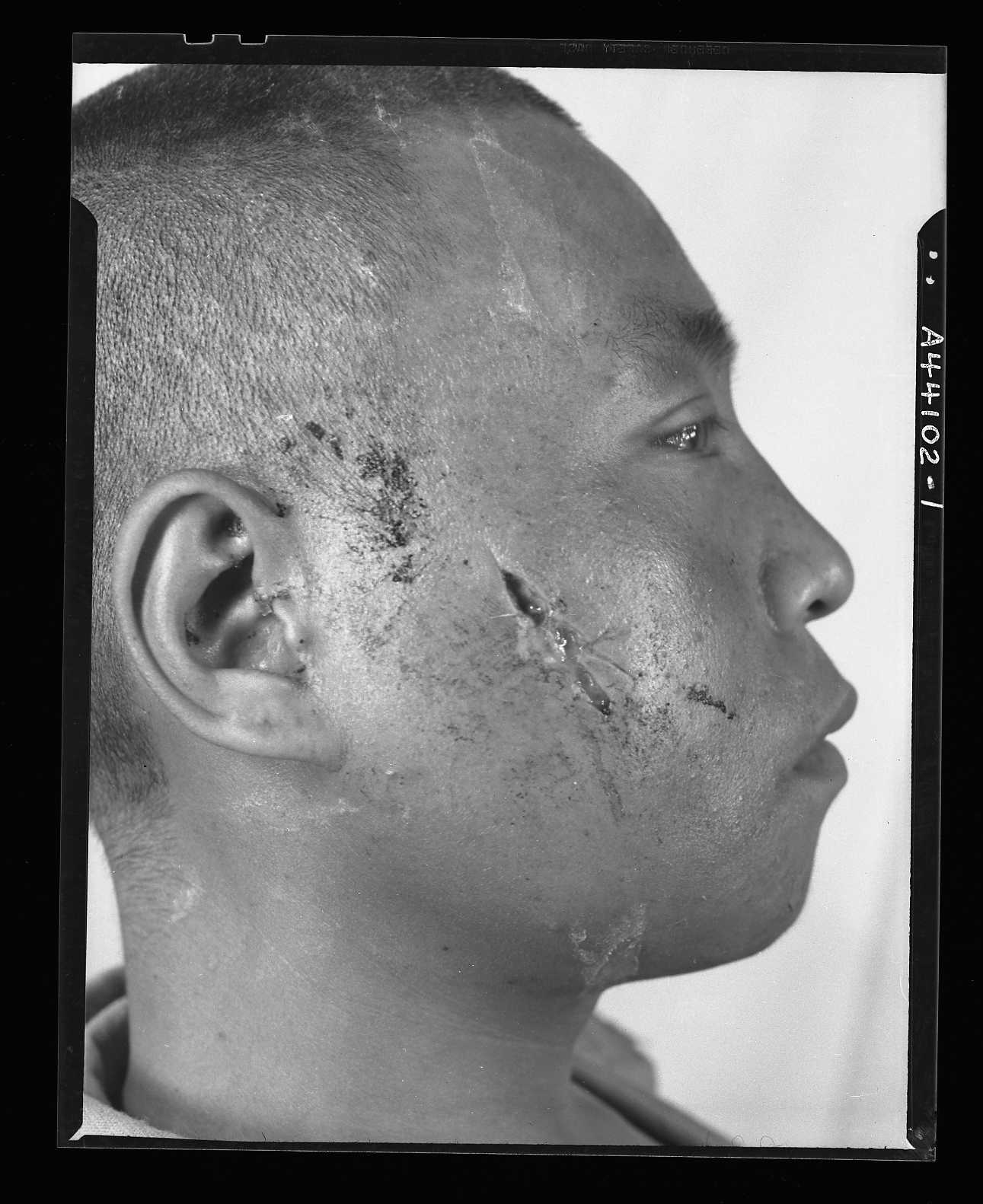
Blessure à la face par éclat de mortier (Seconde Guerre mondiale).
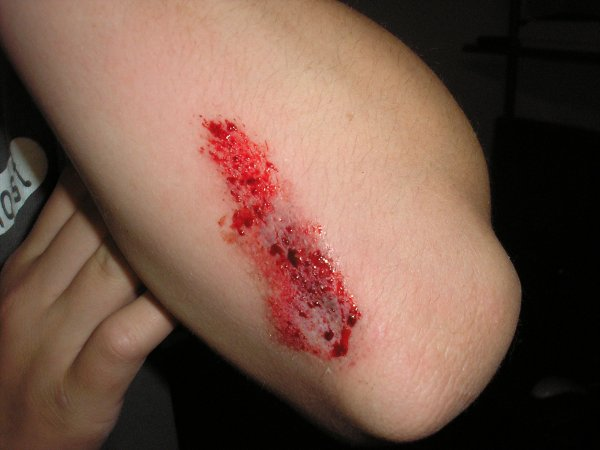
Écorchure à l'avant-bras.